# Josephus Hendrikus Bardoel

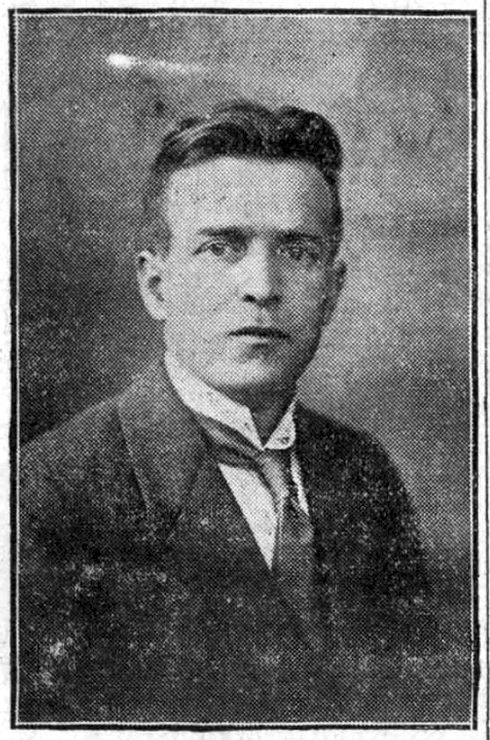
Portret van Jos Bardoel, 1926

Josephus Hendrikus (Jos) Bardoel (Gassel, 8 oktober 1894 – 23 april 1972) was een Nederlands politicus.
Hij werd geboren als zoon van Alphonsus Arnoldus Bardoel (*1857) en Johanna Gertruida Peeters (*1860). Aan het begin van zijn ambtelijke loopbaan was hij werkzaam bij de gemeentesecretarieën van Oeffelt, Nijmegen en Schijndel. 
In 1920 volgde hij H.J. van Hulten op als gemeentesecretaris van Moergestel nadat deze benoemd was tot burgemeester van Vlierden. Bardoel werd in 1926 benoemd tot burgemeester van Moergestel. Hij zou die functie blijven vervullen tot zijn pensionering in 1959.
Hij overleed in 1972 op 77-jarige leeftijd. De Burgemeester Bardoelstraat in Moergestel is naar hem vernoemd.